# Fernando Pessoa
Pour les articles homonymes, voir Pessoa.
Fernando António Nogueira Pessoa est un écrivain, critique, polémiste et poète portugais trilingue (principalement portugais, mais aussi anglais et, dans une moindre mesure, français). Né le 13 juin 1888 à Lisbonne, ville où il meurt des suites de son alcoolisme le 30 novembre 1935, il a vécu une partie de son enfance à Durban en Afrique du Sud.
Théoricien de la littérature engagée dans une époque troublée par la guerre et les dictatures, inventeur inspiré par Cesário Verde du sensationnisme,, ses vers mystiques et sa prose poétique ont été les principaux agents du surgissement du modernisme au Portugal.

## Biographie

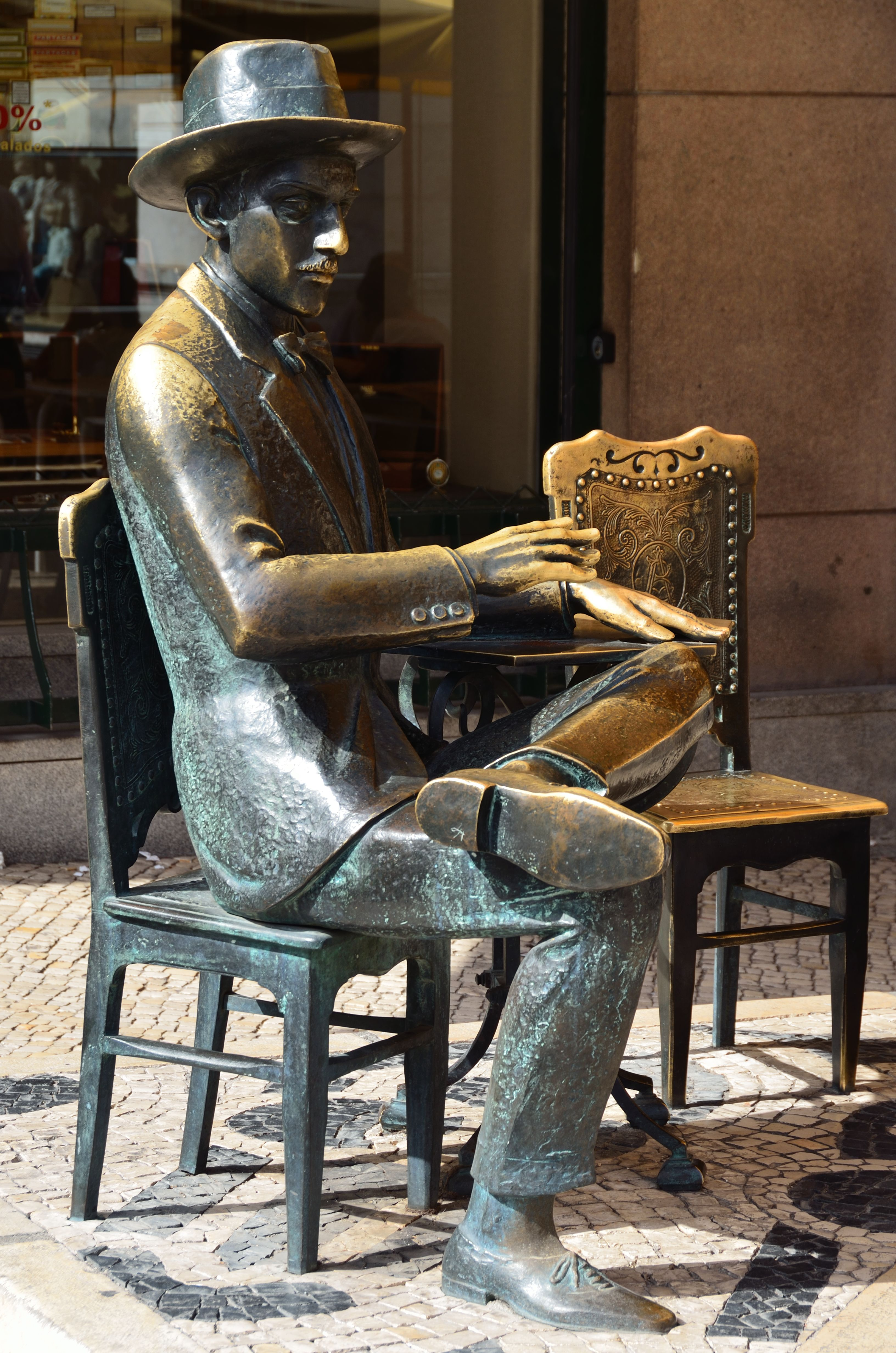
Fernando Pessoa invitant à rejoindre sa table au café A Brasileira dans le Chiado.

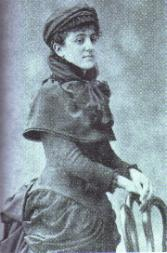
Maria Magdalena Pinheiro Nogueira, sa mère.

Fernando Pessoa est porté le 21 juillet 1888 sur les fonts baptismaux par le général Chaby sous le patronage de son prétendu aïeul Fernando de Bulhões dont la fête coïncide avec le jour de sa naissance.

### Enfance (1888-1898)

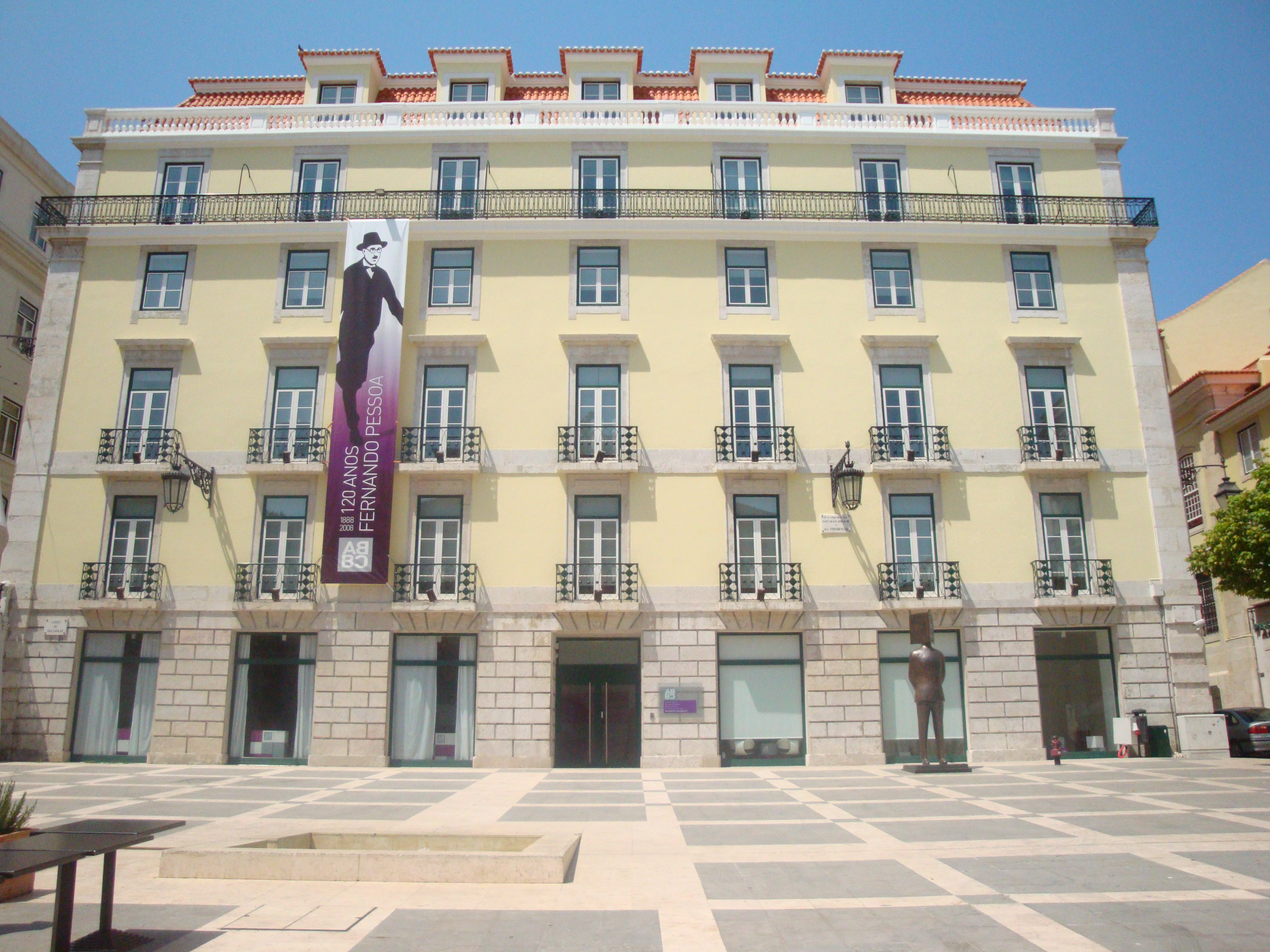
Maison natale, aujourd'hui musée.

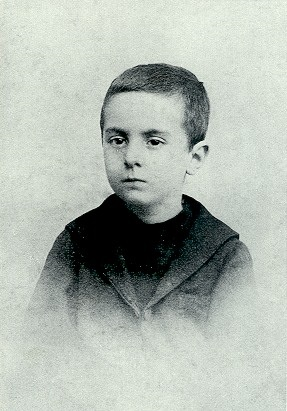
Le petit Fernando en 1894 portant le deuil de son père et de son frère.

L'enfant, qui a grandi en face de l'opéra de Lisbonne, 4 place Saint-Charles dans le quartier du Chiado, perd à l'âge de cinq ans son père, emporté le 13 juillet 1893 dans sa quarante-quatrième année par la tuberculose. Ce père, Joaquim de Seabra Pessoa (pt), fils d'un général qui s'était illustré durant la guerre civile portugaise, travaillait comme fonctionnaire du secrétariat à la Justice et publiait régulièrement des critiques musicales dans le Diário de Notícias (il a en outre publié une brochure sur Le Hollandais volant). Le 2 janvier 1894, c'est au tour de son frère né en juillet 1893, Jorge, de mourir. Le garçon, alors que la famille a dû en novembre emménager avec une grand-mère maternelle dans une maison plus modeste 104 rue Saint-Marcel, s'invente un double, le Chevalier de Pas, et dédie un premier poème annonciateur de prédilections futures À ma chère maman.
Sa mère, Maria Magdalena Pinheiro Nogueira (pt), îlienne de Terceira, femme de culture quadrilingue et versificatrice à ses heures, dont le père, directeur général du ministère de la Reine, fréquentait entre autres personnalités le poète Tomás Ribeiro (pt), avait appris l'anglais auprès du précepteur des infants. Elle s'était remariée, par procuration, en décembre 1895 avec le consul du Portugal à Durban, le commandant João Miguel Rosa, qui lui avait été présenté à Lisbonne quatorze mois plus tôt, avant la nomination de celui-ci. Elle embarqua avec son fils le 7 janvier 1896 pour rejoindre son nouvel époux au Natal, colonie autonome d'Afrique du Sud, où l'éducation de l'enfant se poursuivit en anglais. Celui-ci franchit en deux ans les quatre années de l'enseignement primaire dispensé par les sœurs irlandaises et françaises de l'école catholique Saint-Joseph.

### Adolescence sud-africaine (1899-1904)

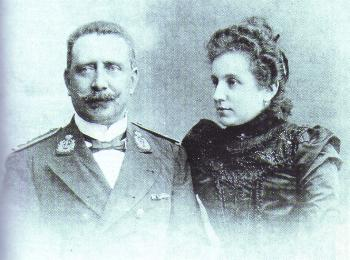
Beau-père et mère.

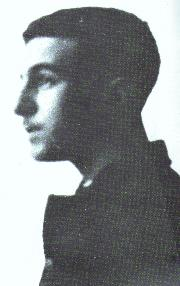
Étudiant anglais prometteur.

Introverti et modeste dans ses échanges, Fernando Pessoa se montre un frère amuseur en organisant des jeux de rôles ou en faisant le clown devant la galerie, attitude ambivalente qu'il conservera toute sa vie.
Devenu crack solitaire[Quoi ?] du lycée de Durban (en), inapte au sport (il est premier en français en 1900), il est admis en juin 1901 au lycée du Cap de Bonne Espérance (en). C'est l'année où meurt sa seconde demi-sœur, Madalena Henriqueta, âgée de deux ans, et où il s'invente le personnage d'Alexander Search dans lequel il se glisse pour écrire des poèmes, en anglais, langue qui restera, sans exclusivité, celle de son écriture jusqu'en 1921. Il y en aura cent dix-sept, le dernier datant de 1909. Ses tentatives d'écrire des nouvelles, parfois sous le pseudonyme de David Merrick ou de Horace James Faber, sont des échecs.
Cependant, à la rentrée scolaire, il est avec sa famille sur le paquebot qui conduit via Alexandrie le corps de sa sœur jusqu'à une sépulture lisboète. En mai 1902, le voyage familial se prolonge aux Açores où habite la famille maternelle. Sa belle-famille, rentrant sans lui, le laisse visiter de son côté sa famille paternelle à Tavira en Algarve. C'est seul qu'il regagne Durban en septembre. Préparant seul son entrée à l'université, il suit parallèlement des cours du soir au Lycée de Commerce de Durban. En novembre 1903, il est lauréat d'anglais, sur huit cent quatre-vingt-dix-neuf candidats, à l'examen d'admission à l'Université du Cap de Bonne Espérance.
C'est toutefois de nouveau au lycée de Durban qu'il suit l'équivalent d'une khâgne. Ébloui par Shakespeare, il compose alors, en anglais, Le Marin, première et seule pièce achevée des cinq œuvres dramatiques qu'il produira. Il est publié pour la première fois en juillet 1904 par Le Mercure du Natal (en) pour un poème signé Charles Robert Anon, comme anonyme. Le journal du lycée de décembre 1904 révèle par un article intitulé Macaulay ses talents de critique. Il achève ses études « undergraduate » en décembre 1904 en obtenant précocement le diplôme « Intermediate Examination in Arts ».

### Immigré à Lisbonne, exilé à soi-même (1905-1911)

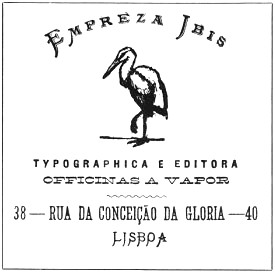
La dictature ne favorise pas la jeunesse. Les plus riches s'exilent à Paris. Fernando Pessoa rêve alors de s'éditer lui-même. C'est un échec.

En 1905, à l'âge de dix-sept ans, il part pour Lisbonne, laissant sa mère à Durban, pour étudier la diplomatie au Cours Supérieur de Lettres, qui, en 1911, deviendra faculté (pt). Il vit auprès de deux tantes et de sa grand-mère paternelle, atteinte de démence à éclipses, Dionísia Perestrelo de Seabra. Une santé fragile qu'il tente de soigner par la psychothérapie et la gymnastique suédoise lui fait perdre une année universitaire et, l'année suivante, son cursus est compromis par une grève des étudiants, contre la dictature du premier ministre João Franco.

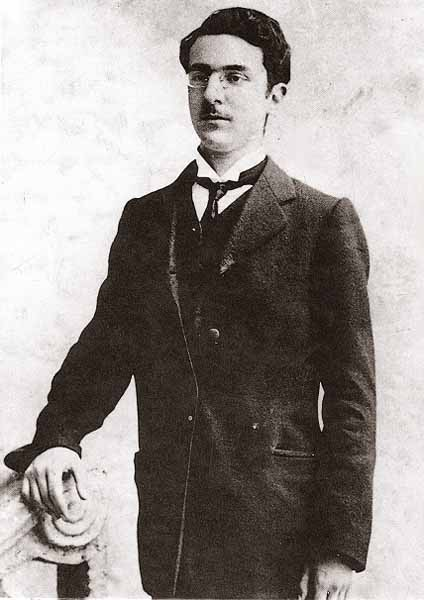
Fernando Pessoa à vingt ans en 1908. Devenu indépendant l'année suivante, tout en poursuivant en autodidacte des études littéraires et philosophiques, il entre alors dans la vie active et simultanément en écriture.

À la mort de sa grand-mère en août 1907, il se fait engager par l'agence américaine d'information commerciale Dun & Bradstreet. En septembre, il utilise l'héritage que sa grand-mère lui a laissé, pour ouvrir, 38 rue de la Conception de Gloire, un atelier de typographie et d'édition intitulé Ibis et écrit sa première nouvelle aboutie, A Very Original Dinner, récit d'humour noir et de cannibalisme. En quelques mois, l'affaire tourne au désastre financier et en 1908, il se fait embaucher au journal Comércio comme « correspondant étranger. »
Il trouve également à travailler comme rédacteur de courrier commercial et traducteur indépendant pour différents transitaires du port. C'est de la traduction commerciale qu'il tirera jusqu’à la fin de sa vie son revenu de subsistance, revenu précaire qui l'aura fait passer par vingt maisons différentes, parfois deux ou trois simultanément.
C'est encore en 1908 qu'il inaugure une recherche intérieure, « une longue marche vers soi, vers la connaissance » d'un soi qui se révèle multiple, sous la forme d'un journal intime transcrivant dans ce qui devait devenir un drame en cinq actes, Tragédie subjective, le monologue de Faust, monologue qui ne s’arrêtera qu'avec la mort de l'écrivain et dont seuls des fragments ont été publiés. Cette quête intérieure répond à une errance physique, de chambre louée en chambre louée, de quartier en quartier, qui ne cessera qu'en 1921 et se ponctuera de crises cénestopathiques,.
Conscient de son état, il lit en 1910 Max Nordau, qui décrit le fou comme un dégénéré enfermé dans une subjectivité artistique, lecture qui le persuade que son génie à objectiver la perception du monde l'écarte, de la folie. Aussi, en 1911, commence-t-il la rédaction, en anglais, de poèmes sensationnistes. Dépassant l'interprétation symboliste des correspondances de Baudelaire, le poète tend à travers celles-ci à restituer une perception non teintée de subjectivité d'un au-delà présent. Il réalise ainsi le projet nietzschéen d'une tragédie délivrée du moi de l'artiste. Il est conforté dans le sens mystique d'un tel dépassement par les expériences de dépersonnalisation décrites par Edgar Poe, écrivain qu'il a beaucoup lu depuis son arrivée à Lisbonne et qu'il traduira à l'instar d'un Mallarmé qu'il a également étudié de façon approfondie. Après le refus de Constable & Robinson de l'éditer, le 6 juin 1917, l'expérience sensationniste s'achèvera là sous cette forme, laissant place entièrement au projet futuriste, avant d'être repris comme testament de l'artiste. Les cinquante-deux poèmes composant The Mad Fiddler ne seront publiés qu'après 1979, quatre autres volumes et une tragédie en anglais, que l'auteur jugeait imparfaits, restant inédits.

### Du critique au pasticheur maniaque (1912-1914)

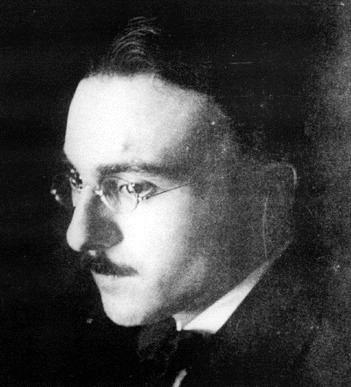
Fernando Pessoa en 1914.

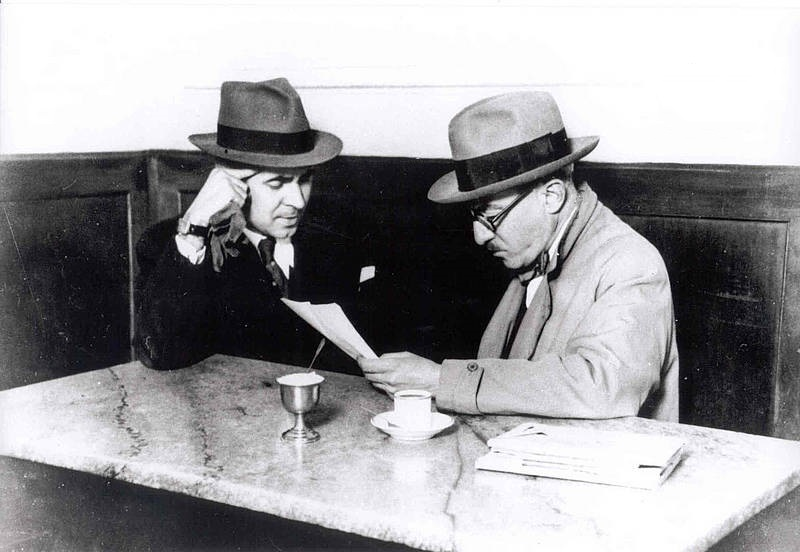
le 6 juin 1914, Fernando Pessoa avec Costa Brochado au café Martinho da Arcada.

En 1912, il publie sa première critique en portugais suivies de deux autres dans la revue nostalgiste L'Aigle (pt), organe de la Renaissance Portugaise (pt). Introduit par le frère de son beau-père, le général retraité Henrique Rosa, il entre dans le groupe Orpheu, cercle littéraire qui se forme autour de celui-ci et qui se réunit au moderne café A Brasileira. Il propose régulièrement de publier leurs créations à Alvaro Pinto, rédacteur de L'Aigle dans laquelle il prophétise la venue d'un « super Camões». À la fin de l'année, il trouve un hébergement, qu'il conservera jusqu'à la guerre, chez sa marraine et tante maternelle, Ana Luísa Pinheiro Nogueira dite « Anica ».
C'est alors, en 1913, qu'il verse dans l'ésotérisme et qu'il entame en la « personne » lusophone de Bernardo Soares, la rédaction décousue du Livre de l'intranquillité qui s'étalera également jusqu'à la mort de l'écrivain. La même revue, L'Aigle, innove en en publiant un extrait, Dans la forêt du songe, premier poème en prose portugaise, et entérine la mutation, fortement encouragée par l'amitié du poète, dramaturge et nouvelliste Mário de Sá-Carneiro, du critique en poète. Cependant une divergence grandit entre les écrivains avides d'ouverture que soutient Fernando Pessoa et la ligne nostalgiste de L'Aigle, dite « saudosismo » d'après son directeur, le poète Teixeira de Pascoaes. En deux jours, du 11 au 12 octobre, Fernando Pessoa reprend le manuscrit de sa pièce Le Marin qu'il destinait au public anglais dans le but de surpasser en raffinements le prix Nobel de littérature Maurice Maeterlinck, ce à quoi il parvient excessivement.
En février 1914, Renascença (« Renaissance ») publie dans ce qui fut l'unique numéro de la revue ses poèmes Impressions du crépuscule, l'un desquels, La cloche de mon village, rallie la jeune garde littéraire à la bannière d'une forme de post-symbolisme initiée par Camilo Pessanha, le paulisme (pt) ou succédentisme. Dès lors, il se sentira, comme maints de ses prédécesseurs portugais, investi d'une mission de promouvoir une sorte de révolution culturelle pour sauver la nation de la stagnation. En l'occurrence, il se fait une religion de l'intersectionnisme ou « sensationnisme à deux dimensions », application à la littérature du simultanéisme qu'avaient expérimentée Apollinaire et Sá-Carneiro. Le 8 mars 1914, lui apparait au cours d'une transe « l'hétéronyme » Alberto Caeiro, syncope de Carneiro, qui, pendant plusieurs jours, lui dicte en portugais les trente neuf poèmes en vers libres du Gardeur de troupeau. Suivront les deux disciples de cette allégorie du Poète, le Portuan Ricardo Reis, figure intellectuelle auteur des Odes, et le judéo-algarvois Alvaro de Campos, Aubéron des Champs, écrivain du cœur qui lui rédigera « sans pause ni rature » les quelque mille vers de l'Ode maritime.

### Le génie du modernisme (1915-1919)

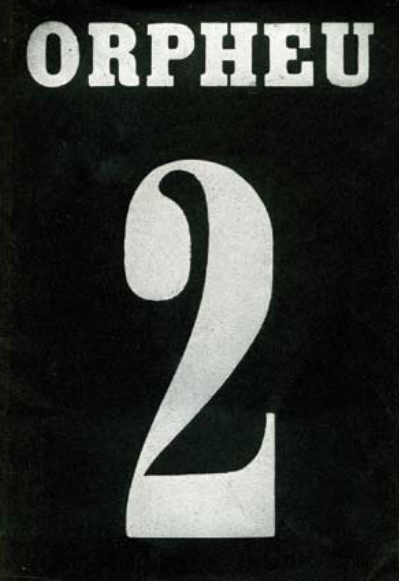
Le n° du 28 juin 1915 dont la rédaction était dirigée par Pessoa & Sá-Carneiro sera le dernier de la revue.

L'effervescence du moment est amplifiée par le retour consécutif à l'entrée en guerre de la France d'une jeunesse exilée, durant le régime de João Franco, à Paris où elle a vécu les expériences d'un surréalisme naissant.
Le 28 mars 1915, avec son alter ego Mário de Sá-Carneiro et l'argent du père de celui-ci, ainsi que d'autres artistes engagés contre les mouvements réactionnaires opposés ou favorables à la Première République, Fernando Pessoa lance la revue Orpheu, référence à l'orphisme,. Plus qu'une revue moderne et plus qu'un objet d'art, Orpheu se veut un acte créateur et même l'art en acte. Calligrammes, vers libres, détournement de la ponctuation, éclectisme de l'orthographe et des styles, néologismes, archaïsmes, anachronismes, ruptures et synchronie du discours, paradoxes amphigouriques et antithèses ironiques, ekphrâsis à satiété, interjections, pornographie et allusions homosexuelles, outrances déclenchent le fracas dans toute la presse lisboète et jusqu'en province. L'avant-gardisme provocateur et suicidaire de la revue, la dénonciation d'une sexualité bourgeoise et hypocrite,, le défi lancé à une littérature compassée et conformiste, le mépris affiché pour une critique étouffante choquent tant celle-ci que le public et révèlent au sein de la rédaction des clivages politiques envenimés par une diatribe de Fernando Pessoa contre le chef du Parti Républicain, Afonso Costa. C'est à cette occasion qu'il « tue » le maître sensationniste Alberto Caeiro. Malgré les maquettes qu'il s'obstinera à concevoir, la revue ne survit pas à l'opposition du pseudo éditeur, António Ferro (pt) et au suicide dandy, de Mário de Sá-Carneiro. Elle ne comptera que deux numéros (premier et deuxième trimestre 1915 ; le troisième numéro imprimé ne fut pas diffusé).

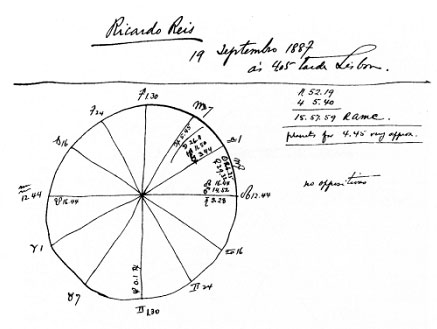
Thème astral de l'hétéronyme Ricardo Reis élaboré par Pessoa. Après le deuil de Sá-Carneiro, traduction des ouvrages de théosophie et séances de spiritisme lui ont été un secours au point d'envisager la carrière d'astrologue.

En septembre 1917, en pleine guerre, Alvaro de Campos, inspiré par le Manifeste du futurisme du nationaliste italien Marinetti, appelle, par un Ultimatum aux générations futuristes portugaises du XXe siècle publié dans le premier et dernier numéro de la revue Portugal futuriste (pt), au renvoi de tous les « mandarins » européens et à l'avènement d'une civilisation technicienne de surhommes. Quelques mois après, en 1918, parce qu'ils contiennent des insultes tant contre les Alliés que contre le Portugal qui attisent les divisions entre germanophiles et républicains, la police de Sidónio Pais, dans les suites de l'arrestation d'Afonso Costa et du coup d'état du 5 décembre 1917 que pourtant Fernando Pessoa approuve, saisit les exemplaires restants et poursuit les auteurs au prétexte qu'un des dix poèmes d'Almada Negreiros y figurant, Apologie du triangle féminin, est pornographique. Inversement, Antinoüs, poésie où passion charnelle et spiritualité s'entremêlent, et 35 sonnets, plus élizabethains que Shakespeare lui-même et tout empreints de métaphysique, valent à Fernando Pessoa une critique élogieuse venue de Londres.

### L'écrivain mélancolique (1920-1928)
En 1920, il s'installe à Campo de Ourique (pt), un quartier de Lisbonne, au 16 rue Coelho da Rocha, avec sa mère invalide devenue une seconde fois veuve et bientôt reléguée dans un hospice de Buraca, campagne du nord-ouest de Lisbonne. Il déserte désormais le café A Brasileira pour l'antique café Martinho da Arcada, place du Commerce. Une correspondance amoureuse et une relation intense avec une secrétaire de dix-neuf ans très entreprenante rencontrée en janvier chez un de ses employeurs, Ofélia Queiroz, coïncide avec un état qui lui fait envisager son propre internement et se solde en octobre par la rupture.
La prestigieuse revue londonienne Athenaeum avait publié le 30 janvier de cette année Meantime,, un des cinquante-deux poèmes de The Mad Fiddler qui avait été refusé en 1917, classant ainsi son auteur au Parnasse anglais. L'année suivante, il fonde avec deux amis la librairie Olisipo qui opère également comme maison d’édition. Celle-ci publie English Poems en trois séries. À partir de 1922, il donne de nombreux textes à la revue littéraire Contemporânea dont Le banquier anarchiste, brûlot à l'humour provocateur fustigeant tant l'ordre bourgeois que l'intellectualisme des révolutionnaires,. Destinée à une traduction anglaise, ce fut la seule œuvre que l'auteur considéra comme achevée quoique la naïveté de sa construction la fit dédaigner des spécialistes. En octobre 1924, il fonde avec Ruy Vaz la revue de poésie Athena dans laquelle il continue de publier mais en portugais.

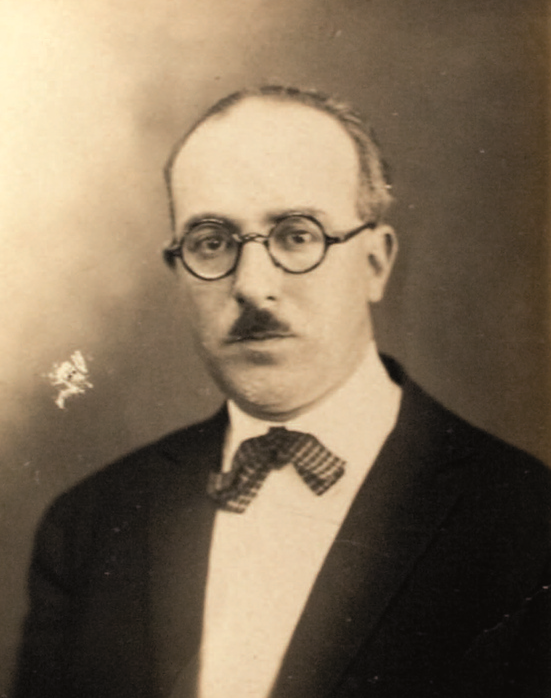
Fernando Pessoa à quarante ans, martyr de la génération montante des modernes.

Le 17 mars 1925, il perd sa mère, dont il ne désespérera jamais retrouver par delà la mort l'affection éteinte par la maladie, renonce à poursuivre sa revue Athena, et c'est sa première demi-sœur Henriqueta et son beau-frère, le colonel Caetano Dias, qui viennent habiter avec lui. En 1926, alors qu'il envisage à son tour le suicide, un de ses demi-frères le fait venir à ses côtés à la direction de la Revue de Commerce et de Comptabilité.
À partir de 1927, il est, avec maints de ses jeunes admirateurs, un des collaborateurs de la nouvelle revue Presença (pt), laquelle revendique la ligne moderne de l'éphémère revue Orpheu. En 1928, il publie dans la brochure gouvernementale L'interrègne une Justification de la dictature militaire au Portugal, appelant à la remise en ordre du pays et soutenant la répression militaire de février 1927. Il ne reniera jamais sa position sur la dictature militaire, même s'il exprimera à plusieurs reprises sa volonté de refondre cette brochure pour en faire un livre abouti sur la dictature, entre histoire et sociologie. Pessoa conçoit en effet l'armée comme une force rédemptrice d'un pays malade, dont l'identité s'est perdue à force d'imitation de contrées étrangères comme la France. En revanche, il n'aura que des mots durs pour la dictature civile : celle-ci ne sert que des intérêts particuliers, à rebours des militaires, dont la formation permettrait de neutraliser leurs ambitions. L'évolution de son opinion sur Salazar en témoigne. Alvaro de Campos écrit son désenchantement ironique dans Bureau de tabac et lui-même entame à partir de son poème Mer portugaise publié en 1922 dans Contemporânea la rédaction de ce qui deviendra Message.
Fidèle à l'esthétique paronomastique du futurisme que lui avait fait partager Mário de Sá-Carneiro de trouver la poésie dans la réclame, il forge cette même année le slogan pour Coca-Cola nouvellement implanté au Portugal. Il concevra aussi la publicité d'une laque pour carrosseries d'automobiles.

### Approfondissements intérieurs (1929-1935)
En septembre 1929, il renoue avec Ofélia, seule histoire d’amour qui lui soit connue, mais leur liaison ne connaîtra pas de suite après 1931. En septembre 1930, il rencontre, en tant que disciple gnostique de la société secrète dite de l'Ordre des Templiers,, le thélémite Aleister Crowley, qu'il avait impressionné au cours de leur correspondance par son érudition astrologique, alors que celui-ci est de passage en compagnie d'une « magicienne » de dix-neuf ans, Hanni Larissa Jaeger. La farce du faux suicide de son hôte à la Boca do Inferno (pt) à Cascais, rivage prédestiné à l'ouest de Lisbonne, est tout à fait dans l'esprit mystificateur du poète et devait servir, en alertant toutes les polices d'Europe, au lancement d'une série de romans policiers qui restera à l'état d'ébauche, les enquêtes du Docteur Quaresma, déchiffreur, qui se seraient voulues une méthode d'investigation de la criminalité de l'homme. Fernando Pessoa fait l'objet d'un article paru à Paris.
En 1931, il écrit Autopsychographie,, art poétique en trois quatrains. Il observe la mode du « freudisme » auquel il reproche de rabaisser l'homme au sexe tout en prétendant dépasser la psychanalyse et conçoit une nouvelle en forme d'étude psychiatrique, Marcos Alves. Sa candidature au poste de bibliothécaire du musée de Cascais est rejetée en 1932. En 1933, paraissent les premières traductions de ses textes. Dans un poème, il rationalise son sentiment d'une vie double, l'une rêvée et vraie, l'autre vécue et fausse : « Nous avons tous deux vies : la vraie, celle que nous rêvons dans l'enfance, que nous continuons de rêver adultes, sur fond de brouillard ; la fausse, celle que nous partageons avec les autres, la vie pratique, la vie utile, celle où l'on finit dans un cercueil. », écrit-il dans Fragments d'un voyage immobile[réf. souhaitée].
En 1934, il publie son premier recueil en portugais, Message. Ces quarante-cinq poèmes mystiques composent en trois parties une sorte d’épopée rosicrucienne dont le messianisme sébastianiste prophétise une humanité nouvelle et l'avénement du « Cinquième Empire de paix universelle ». Présentés par ses soins au jury du prix Antero de Quental (pt) fondé l'année précédente par l'ex-éditeur de la revue Orpheu, António Ferro (pt) devenu chef de la propagande de l'Estado Novo, ils lui valent de remporter le second prix, sa création étant jugée trop éparse pour un premier prix.

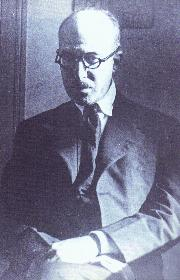
Fernando Pessoa vieilli prématurément peu avant son décès à l'âge de 47 ans.

À la suite d'un projet de loi d'interdire les sociétés secrètes, il publie dans la presse une défense de la franc-maçonnerie et des pamphlets contre Salazar. L’année suivante, il refuse d’assister à la cérémonie de remise de son prix présidée par celui-ci. En octobre, en guise de protestation contre la censure, il décide de cesser de publier au Portugal.

### Maladie et mort (1935)
Un mois et demi plus tard, le 29 novembre, jour de son admission à l’hôpital Saint-Louis des Français pour une cirrhose décompensée, il écrivait son dernier mot, I know not what tomorrow will bring,
.
Il meurt le lendemain, le 30 novembre 1935 de cette maladie, pauvre et méconnu du grand public, mais estimé d'un petit cercle d'amis.
Ses œuvres complètes seront éditées de 1942 à 1946. Des recherches plus complexes ont permis de faire resurgir son théâtre en 1952 et des inédits en 1955 et 1956. L'inventaire dressé par la Bibliothèque nationale du Portugal à la suite de son achat, à l'hiver 1978-1979, des manuscrits aux héritiers a permis de composer un certain nombre de publications dont Le Livre de l'intranquillité en 1982 et Faust en 1988. Les articles publiés de son vivant ainsi que les manuscrits inédits font l'objet de reconstitutions qui paraissent sous forme d'essais ou de recueils.

## L'homme fait œuvre

### Hétéronymie

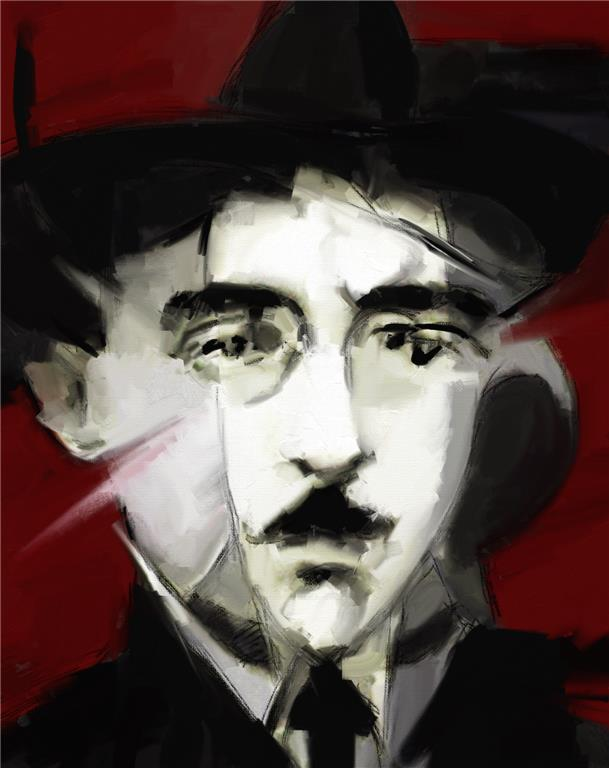
Fernando Pessoa. Hétéronymes. Peinture de Bottelho

Pessoa a créé une œuvre poétique multiple et complexe sous différents hétéronymes en sus de son propre nom. Chacun de ces hétéronymes étant identifié par un style et une production personnels.
L'auteur utilisera au cours de sa carrière de nombreux hétéronymes et pseudonymes :
- Alberto Caeiro, qui incarne la nature et la sagesse païenne ;
- Ricardo Reis, l'épicurisme à la manière d'Horace ;
- Alvaro de Campos, le « modernisme » et la désillusion ;
- Bernardo Soares, modeste employé de bureau à la vie insignifiante s'il n'était l'auteur du livre sans doute le plus célèbre de l'auteur, Le Livre de l'intranquillité ;
- et au moins soixante-douze alias en incluant les simples pseudonymes et semi-hétéronymes[90],[91].

Bernardo Soares est considéré par lui comme son semi-hétéronyme, plus proche de l'auteur orthonyme. Il signe aussi quelques textes en prose sous son propre nom, comme Le Banquier anarchiste. L'hétéronymie deviendra sa façon d'être. De multiples autres hétéronymes auront des fonctions diverses, de l'astrologie à l'auteur de rébus.
Il reste que les grands hétéronymes littéraires auront une telle force, seront à l'origine d'une création littéraire si unique que l'auteur leur trouvera même à chacun une biographie justifiant leurs différences. Fernando Pessoa deviendra « le cas Pessoa » pour grand nombre d'intellectuels, de critiques, de littérateurs, de simples lecteurs.

« Nombreux sont ceux qui vivent en nous ;
Si je pense, si je ressens, j’ignore
Qui est celui qui pense, qui ressent.
Je suis seulement le lieu
Où l’on pense, où l’on ressent.. »

— Version du je est un autre rimbaldien de Ricardo Reis, double philosophe de Fernando Pessoa.
Dans son poème Song of Myself, le poète Walt Whitman avait exprimé une impression similaire : « I am large, I contain multitudes ».

### Une œuvre transocéanique
Prolifique et protéiforme, Pessoa est un auteur majeur de la littérature de langue portugaise dont le succès mondial croissant depuis les années quatre-vingt a été consacré par la Pléiade. Son œuvre, dont de nombreux textes écrits directement en anglais, a été traduite dans un grand nombre de langues, des langues européennes au chinois. Des hommes de théâtre, des chorégraphes, des compositeurs se sont désormais emparés de cette œuvre très riche pour des spectacles. Le cinéma également a produit des films inspirés par ce poète.
Pessoa a la singularité d'être simultanément un écrivain anglophone. En volume, approximativement un dixième de sa production est anglaise, nonobstant l'apport qualitatif de cette production à la littérature. Élevé à Durban, capitale du Natal britannique, brillantissime diplômé de l'université du Cap de Bonne-Espérance en Afrique du Sud, c'est en tant que dramaturge shakespearien qu'il y commence en 1904 le métier d'écrivain et en tant que poète anglais qu'il le poursuit jusqu'en 1921 dans sa Lisbonne natale. De son vivant, sa production en portugais a été principalement celle d'un critique et les poèmes portugais qu'il a alors donnés l'ont été bien souvent pour le service de cette critique.
Pessoa a aussi écrit, souvent à des dates inconnues, en français, langue de la relation privilégiée avec une mère réinventée par-delà les conflits familiaux,. Cinq dossiers de ses archives regroupent ses poèmes français, sa prose française et les traductions qu'il a faites de ses poèmes anglais. De cette production, seuls trois poèmes ont été publiés : Trois chansons mortes , Aux volets clos de ton rêve épanoui, Le Sourire de tes yeux bleus. Les poèmes français de Pessoa, tel Je vous ai trouvé, ressemblent plus souvent à des chansons.
Le portugais deviendra, cependant, la langue de sa grande créativité, la perfection de son anglais donnant en revanche à celui-ci un air factice. Il affirmera avec force « ma patrie est la langue portugaise » alors même qu'il ne cessera de penser en anglais, passant naturellement d'une langue à l'autre au cours d'un même écrit.

### Écrivain posthume

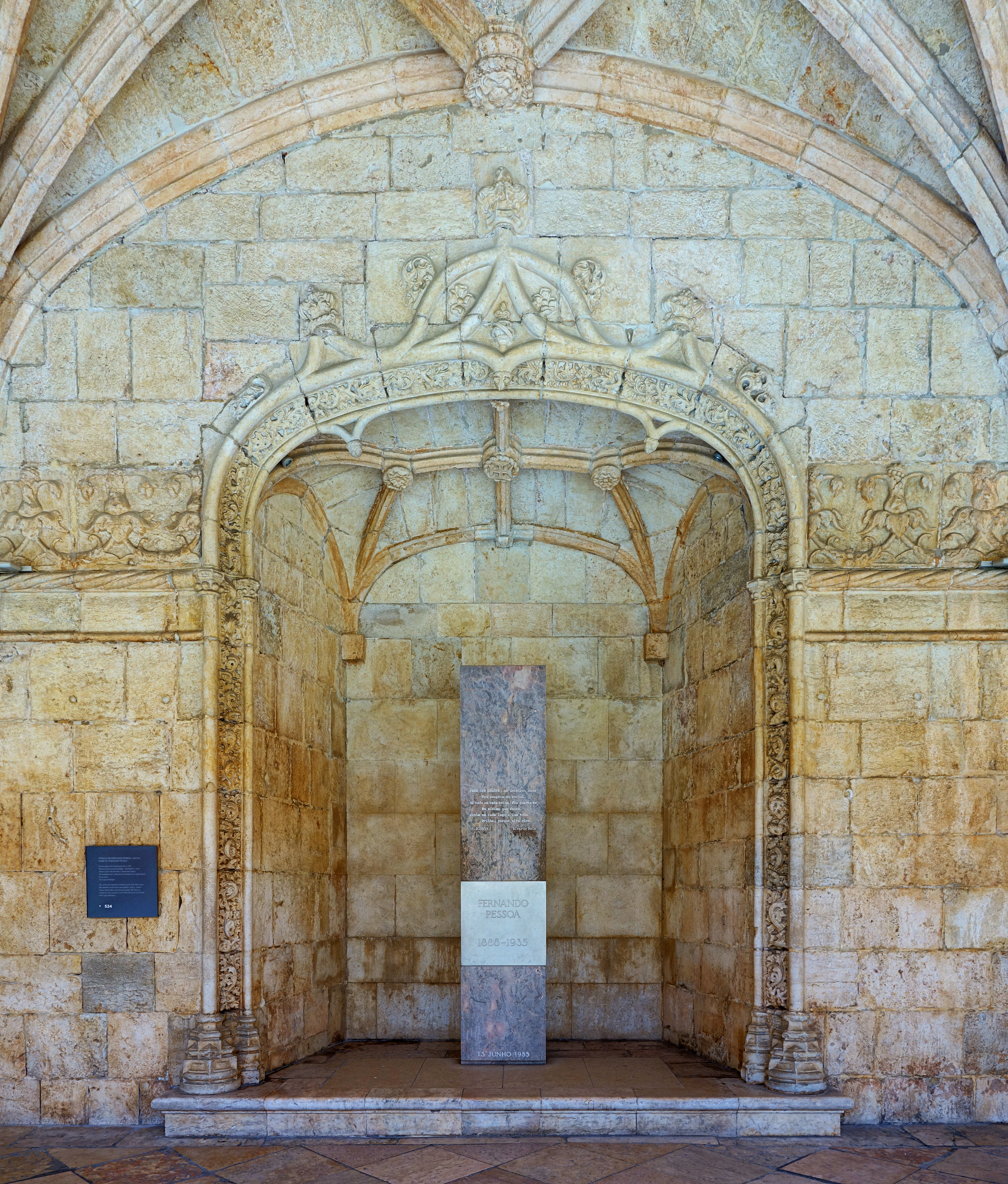
Les cendres de Fernando Pessoa, monument de la littérature, ont été transférées en 1988 pour le centenaire de sa naissance au Monastère des Hiéronymites à une centaine de pas de Camoens et Gama.

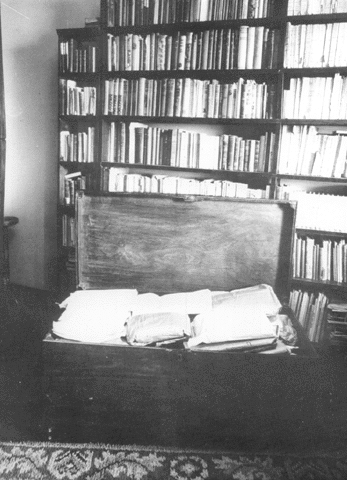
La fameuse malle, devant la « bibliothèque anglaise » de l'écrivain.

De son vivant, Fernando Pessoa a régulièrement écrit dans des revues littéraires portugaises dont celles qu'il a créées. En outre, il a fait paraître en anglais deux ouvrages mais sa mort prématurée ne lui a laissé le temps de publier qu'un seul livre en portugais, qui eut toutefois un succès retentissant : le recueil de poèmes Message, en 1934.
À sa mort, on découvrit, enfouis dans une malle, 27 543 textes que l'on a exhumés peu à peu. Le Livre de l'intranquillité n'a été publié qu'en 1982 et son Faust en 1988. Tous ces manuscrits se trouvent depuis 1979 à la Bibliothèque nationale de Lisbonne.
Son apport à la langue portugaise a été comparé au cours de l'hommage national officiel rendu le jour anniversaire de sa naissance, en 1988, à celui de Luís de Camões.
Le nom ou l'image-symbole de Fernando Pessoa ont été donnés à de nombreuses institutions portugaises. Depuis 1996, il existe une université Fernando Pessoa à Porto.

## Œuvres

### Fictions
- Alexander Search, Un souper très singulier[note 32] inédit en langue originale (nouvelle gothique écrite en 1907 en anglais d'environ 60 pp).
- Tsarkresko, in M.L. Machado de Sousa, O Horror na Literatura Portuguesa, Instituto de Cultura Portuguesa, Lisbonne, 1989 (conte gothique en anglais).
- Le vainqueur du temps, inachevé, in Textos Filosóficos, vol. II, Ática, Lisbonne, 1968 (conte métaphysique).
- Bernardo Soares, Le Livre de l'intranquillité, Ática, Lisbonne, 1982 (journal aphoristique).
- Fables pour les jeunes nations, Pessoa Inédito, pp. 266–270, Livros Horizonte, Lisbonne, 1993
(cinq fables[note 33] auxquelles s'ajoute Soie rose, parue in O Jornal nº1, Lisbonne, 4 avril 1915).
- Le Pèlerin, Mealibra nº 23, Centre Culturel d'Alto Minho, Viana do Castelo (Portugal), 2009 (nouvelle d'environ 88 pp).
- Le Banquier anarchiste, traduction André Coyné, Contemporânea, Lisbonne, 1922 (pamphlet social).
- Marcos Alves, inachevé, in T.R. Lopes, Pessoa por Conhecer - Textos para um Novo Mapa, Estampa, Lisbonne, 1990 (portrait psychologique).
- Quaresma, déchiffreur, Assírio & Alvim (pt), Lisbonne, 2008, 477 pages (nouvelles policières).

### Essais en portugais

#### Attribués à des hétéronymes

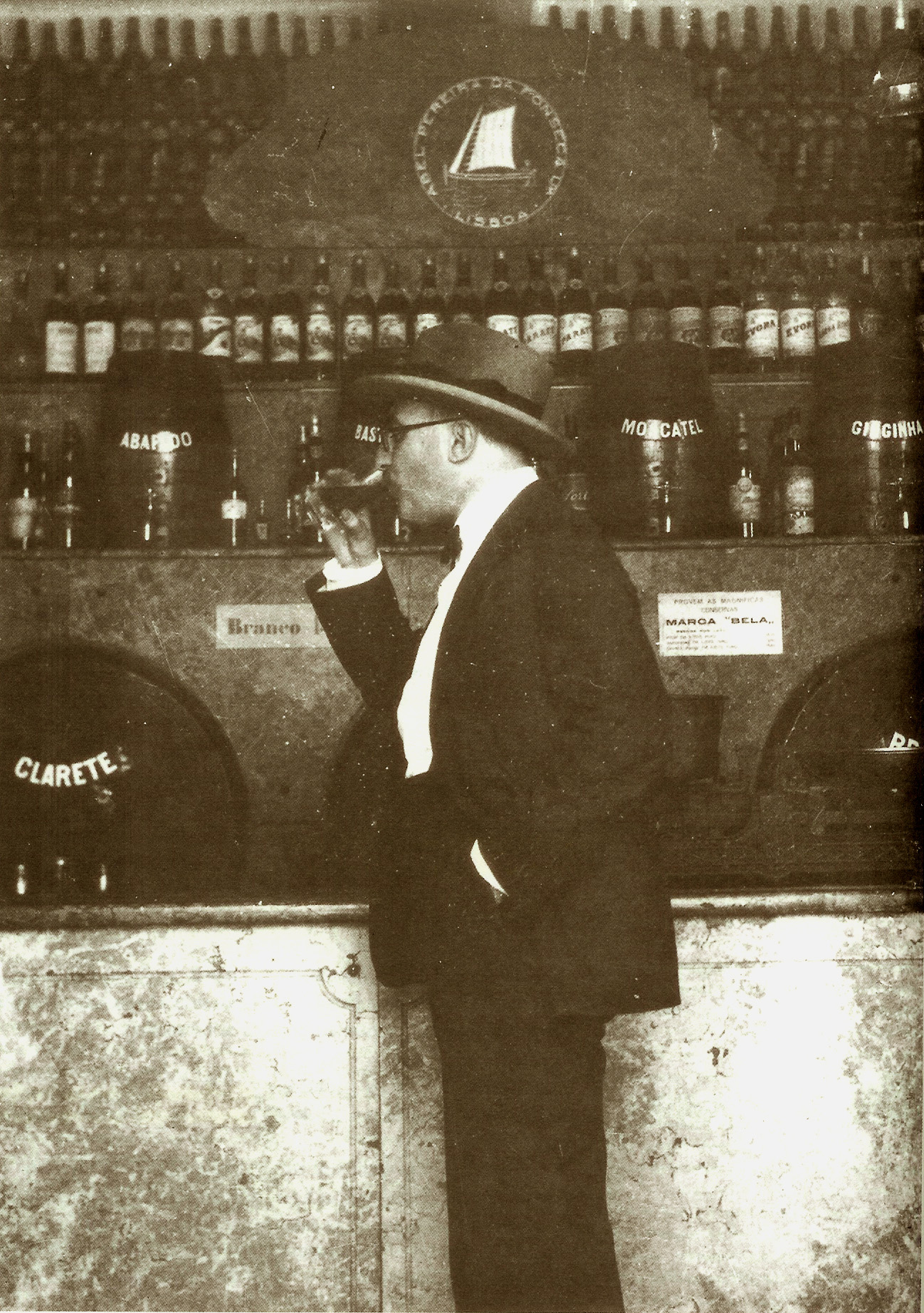
Fernand Pessoa en flagrant délitre vers 1928.

- Álvaro de Campos, Ultimatum, Portugal Futurista (pt) no 1, Lisbonne, 1917.
- Álvaro de Campos, Notes en mémoire de mon maître Caeiro, in Textos de Crítica e de Intervenção, Ática, Lisboa, 1980 (étude littéraire posthume rassemblant autour d'articles publiés du vivant de l'auteur sous ce titre des manuscrits portant sur le même sujet).
- António Mora, Introduction à l'étude de la métaphysique, titre prévu par l'auteur[101] d'un essai dont divers manuscrits écrits sous divers hétéronymes à différentes époques font la substance, in Textos Filosóficos, vol. I & II, Ática, Lisbonne, 1968.
- António Mora, La morale, titre prévu par l'auteur[102] d'un essai dont la substance (morale de la Force, morale de la Domination de soi, morale de l'Idéal, l'Humilité, l'Ascétisme)[103] a été retrouvé dans divers manuscrits, in Textos Filosóficos, vol. I, p. 226, Ática, Lisbonne, 1968.
- António Mora, Le retour des dieux, inachevé, in G.R. Lind & J. do Prado Coelho, Páginas Íntimas e de Auto-Interpretação, Ática, Lisbonne, 1996 (apologie d'un retour à une religion polythéiste).
- Bernardo Soares ou baron de Teive, L'éducation du stoïcien, Assirio & Alvim, Lisbonne, 1999 (essai sur le suicide).

#### Attribués à Fernando Pessoa
- Chronique de la vie qui passe in M.I. Rocheta & M.P. Morão, Ultimatum e Páginas de Sociologia Política, Ática, Lisbonne, 1980
(recueil des articles parus dans cette rubrique du O Journal en 1915).
- Erostratus in Páginas de Estética e de Teoria Literárias, Ática, Lisbonne, 1966 (essai sur la création littéraire).
- Recueil de critiques d'économie politique parus dans la presse, Páginas de Pensamento Político, vol. II, Publicações Europa-América, Mem Martins (pt) (Portugal), 1986.
- Lisbonne: ce que le touriste doit voir, Livros Horizonte, Lisbonne, 1992.
- Le Paganisme supérieur, titre prévu par l'auteur[104] d'un recueil d'articles ésotériques et métaphysiques parus dans diverses publications posthumes.
- Théorie de la République aristocratique, titre prévu par l'auteur[105] d'un essai dont des articles parus de son vivant dans des journaux et des manuscrits de nature sociologique et politique parus dans diverses collections posthumes font la substance.
- De la dictature à la république, inachevé, in M.I. Rocheta & M.P. Mourão, Da República (1910 - 1935), Ática, Lisbonne, 1979 (histoire politique du Portugal moderne).
- Le Sens du sidonisme, inachevé, in M.I. Rocheta & M.P. Mourão, Da República (1910 - 1935), Ática, Lisbonne, 1979.
- Le préjugé des révolutionnaires, inachevé, in M.I. Rocheta & M.P. Mourão, Ultimatum e Páginas de Sociologia Política, Ática, Lisbonne, 1980.
- Cinq dialogues sur la tyrannie, inachevé, in M.I. Rocheta & M.P. Morão, Ultimatum e Páginas de Sociologia Política, Ática, Lisbonne, 1980 (défense de la liberté individuelle et dénonciation de la dictature).
- Commerce et civilisation, traduit du portugais par Simone Biberfeld et Parcidio Gonçalves, Éditions de la Différence, Paris, 2012

### Poésie portugaise
Pessoa a publié soit sous son orthonyme (son vrai nom) soit sous de nombreux hétéronymes.

#### De Fernando Pessoa, orthonyme

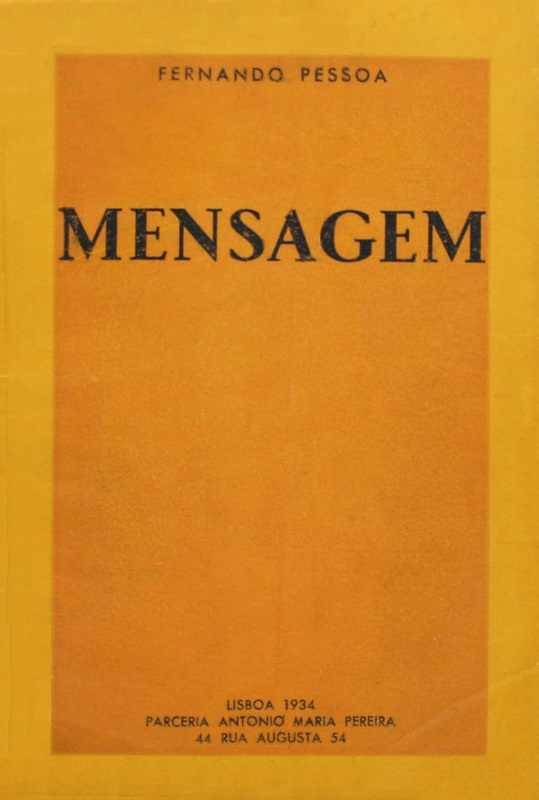
Message, 1re éd., 1934, troisième et dernier recueil de Pessoa publié de son vivant après ceux parus en anglais en 1918 et en 1921 (hormis son manifeste Ultimatum, les poèmes de la revue Athéna, les textes parus dans Orpheu et Contemporânea, ainsi que ses nombreux articles...)

- Message, Império, Lisbonne, 1934.
- Rubaiyat, trente deux quatrains.
- Cancioneiro, titre[106] prévu par l'auteur[107] du recueil paru épars en éditions posthumes
  - Poésies, Ática, Lisbonne, 1942 (reprend en sus les poèmes parus en revue du vivant de l'auteur).
  - Poésies inédites, Ática, Lisbonne, 1956.
  - Œuvre poètique, José Aguilar, Rio de Janeiro, 1960.
  - Nouvelles poésies inédites, Ática, Lisbonne, 1973.
  - Œuvre poétique et en prose, vol. I, Lello, Porto, 1986.
- Patés[note 34] d'un goût populaire, Ática, Lisbonne, 1965.
- Pessoa inédit, Livros Horizonte, Lisbonne, 1993 (poèmes satiriques).

#### D'Alberto Caeiro, hétéronyme
- Le Gardeur de troupeaux in João Gaspar Simões (pt) & Luís de Montalvor (pt), Poemas de Alberto Caeiro, Ática, Lisbonne, 1946.
- Le Berger amoureux in João Gaspar Simões (pt) & Luís de Montalvor (pt), Poemas de Alberto Caeiro, Ática, Lisbonne, 1946.
- Autres poèmes et fragments, titre prévu par l'auteur[104] de poèmes parus en éditions posthumes
  - Fragments in T. Sobral Cunha, Pessoa por conhecer - Textos para um novo mapa, Estampa, Lisbonne, 1990.
  - Poèmes inconnus in T. Sobral Cunha, Poemas Completos de Alberto Caeiro, Presença, Lisbonne, 1994
(Certains étaient parus dans Athena, Presença (pt) ou l'édition de 1946).

#### D'António Mora, pseudonyme d'Alberto Caeiro
- Le Retour des Dieux, titre prévu par l'auteur[104] de poèmes néopaïens parus dans diverses publications posthumes.

#### De Ricardo Reis, hétéronyme
- Livre premier, Presença (pt) no 1, Lisbonne, 1924
- Odes, Ática, Lisbonne, 1946.
- Poèmes, INMC, Lisbonne, 1994.

#### D'Alvaro de Campos, hétéronyme
- Opiacé[note 35], Orpheu (pt) no 1, Lisbonne, 1er trimestre 1915.
- Ode triomphale, Orpheu (pt) no 1, Lisbonne, 1er trimestre 1915.
- Ode maritime, Orpheu (pt) no 2, Lisbonne, 2e trimestre 1915. Réédition (France) : Ode maritime et autres poèmes, traduit du portugais par Dominique Touti et Michel Chandeigne, présenté par Claude Michel Cluny, éd. bilingue, Éditions de la Différence, coll. « Orphée », Paris, 1990.
- Poésies d'Álvaro de Campos, Ática, Lisbonne, 1944.
- Livre de vers, Estampa, Lisbonne, 1993.

#### Poésie des autres hétéronymes lusophones
in T.R. Lopes, Pessoa por Conhecer - Textos para um Novo Mapa, Estampa, Lisbonne, 1990.

### Théâtre
« Le point central de ma personnalité, en tant qu’artiste, c’est que je suis un poète dramatique. »

— Pessoa s'expliquant dans une lettre à un jeune universitaire.
- Le marin, drame statique en un tableau, Orpheu (pt) no 1, Lisbonne, 1er trimestre 1915.
- L"heure du Diable, Rolim, Lisbonne, 1988.
- Un soir à Lima, inachevé.
- Fragments
  - Dialogue à l'ombre in A. de Pina Coelho, Textos filosóficos vol. I - Fernando Pessoa, Ática, Lisbonne, 1968.
  - Mort du Prince in T.R. Lopes, Fernando Pessoa et le drame Symboliste, Fondation Calouste-Gulbenkian, Paris, 1977..
  - Salomé in T.R. Lopes, Fernando Pessoa et le drame Symboliste, Fondation Calouste-Gulbenkian, Paris, 1977.
  - Dialogue dans le jardin du Palais in T.R. Lopes, Fernando Pessoa et le drame Symboliste, Fondation Calouste-Gulbenkian, Paris, 1977.
- Sakyamuni (fragments) in T.R. Lopes, Fernando Pessoa et le drame Symboliste, Fondation Calouste-Gulbenkian, Paris, 1977.
- Tragédie subjective en cinq actes, inachevée, publiée sous le titre Faust (Presença, Barcarena, 1988).
- The Duke of Parm, tragedy[109], inédit.

### Poésie anglaise
- 117 poèmes signés Alexander Search[6], Poesia Inglesa, Livros Horizonte, Lisbonne, 1995, devant composés[110]
  - Delirium[111]
  - Agony[111]
- Poésie signée Charles Robert Anon[112], pseudonyme d'Alexander Search[113], Pessoa Inédito, Livros Horizonte, Lisbonne, 1993, dont le poème
  - Meantime, publié dans l’Athenaeum, Londres, 30 janvier 1920.
- Poésie inédite signée Thomas Crosse[112].
- Le violoneux fou[note 36], INCM, Lisbonne, 1993, 1er pub. non critique Presença, Lisbonne, 1988.
- Antinoüs, Monteiro, Lisbonne, 1918 (composera Poèmes anglais I).
- 35 Sonnets, Monteiro, Lisbonne, 1918.
- Poèmes anglais I & II (Antinoüs & Inscriptions), Olisipo, Lisbonne, 1921.
- Poèmes anglais III (Epithalamium), Olisipo, Lisbonne, 1921.
- Deux poèmes anglais de Fernando Pessoa sur la Première Guerre mondiale in Ocidente nº 405, Lisbonne, janvier 1972.
- Huit poèmes anglais inédits in G.R. Lind[112], Estudos sobre Fernando Pessoa, INCM, Lisbonne, 1981.
- 30 poèmes non hétéronymiques, certains fragmentaires, écrits entre 1911 et 1935[6], Pessoa Inédito, Livros Horizonte, Lisbonne, 1993.

### Essais en anglais

#### Œuvres de jeunesse inachevées signées Alexander Search
- The portuguese regicide and the politicical situation in Portugal[111].
- The philosphy of rationalism[111].
- The mental disorder of Jesus[111]
- Selected Poems by Jonathan Griffin - Penguin Poetry  (ISBN 0-14-018845-2)

#### Fragments destinés à une publication portugaise
- Le temple de Janus in Pessoa Inédito, Livros Horizonte, Lisbonne, 1993.

Le reste de la prose anglaise de Pessoa ou ses hétéronymes anglais n'est pas organisé (correspondance, notes diverses, brouillons...)

### Œuvres traduites en français

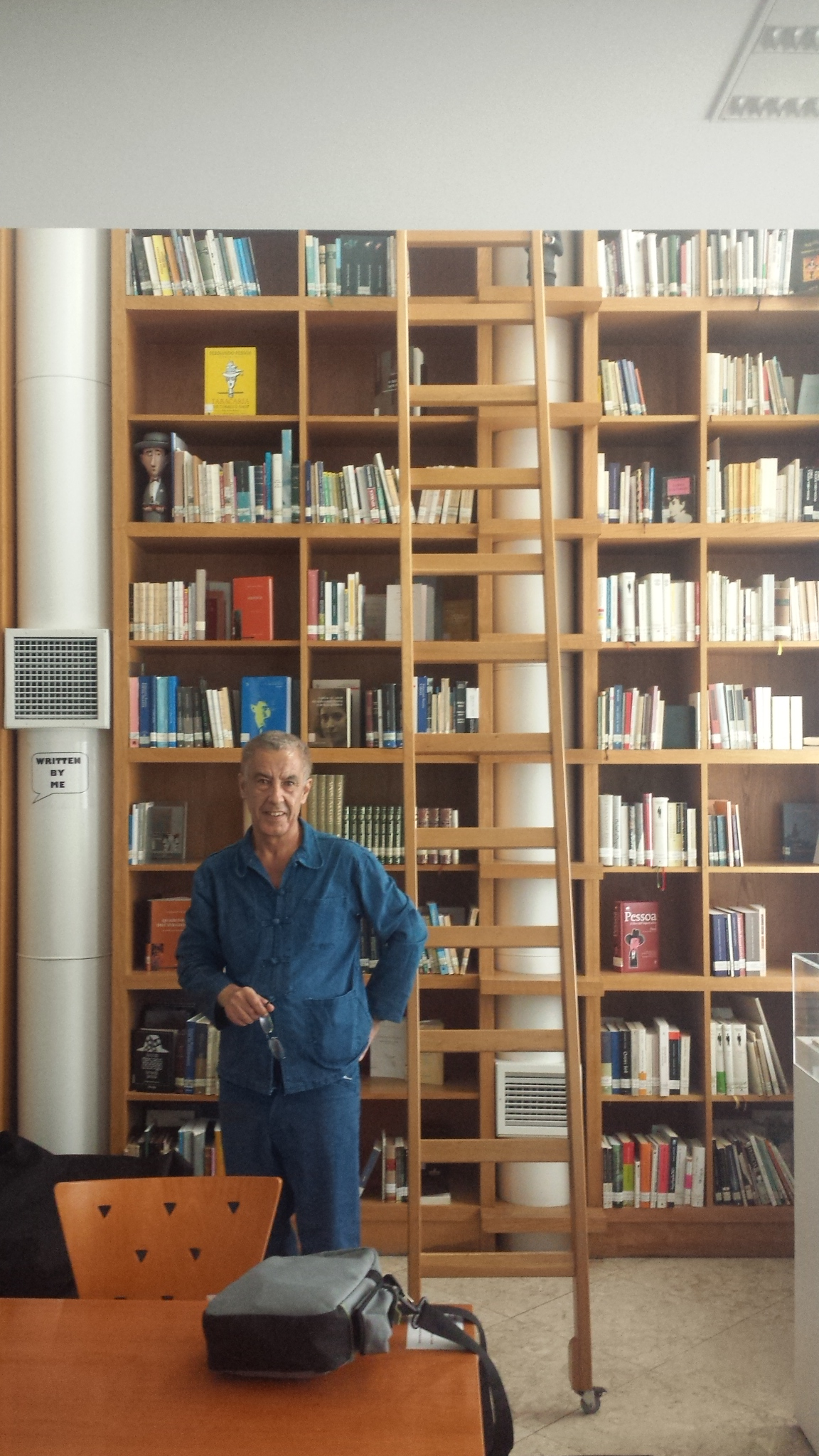
Bibliothèque de Fernando-Pessoa

- Notes en souvenir de mon maître Caeiro
- Chronique de la vie qui passe (œuvres en prose en dehors du Livre de l'intranquillité)
- Ode maritime et autres poèmes (1915, publié dans le deuxième numéro de la revue Orpheu) ; édition récente : traduit du portugais et accompagné de dessins par Thomas Pesle, 48 p., Éditions Unes, 2016 •  (ISBN 978-2-87704-164-5)
- Le Gardeur de troupeaux et les autres poèmes d'Alberto Caeiro avec Poésies d'Alvaro de Campos (1914)
- Erostratus: essai sur le destin de l'œuvre littéraire (Erostrate) , Éditions de la Différence, 1987 •  (ISBN 978-2-72910-278-4)
- Lisbonne
- Le Marin
- Bureau de tabac, traduit par Adolfo Casais Monteiro et Pierre Hourcade, ed. bilingue, éditions Inquérito Limitada, 1952.
- Ode Maritime, préface et traduction d'Armand Guibert, Éditions Seghers
- Bureau de tabac et autres poèmes, préface et traduction d'Armand Guibert, éditions Caractères, 1955.
- Le Gardeur de troupeaux et les autres poèmes d'Alberto Caeiro, traduit par Armand Guibert, Éditions Gallimard, collection blanche, 1960, 224 p.
- Visage avec masques, poèmes des principaux hétéronymes, traduits et présentés par Armand Guibert, Alfred Eibel éditeur, Lausanne,1978,  (ISBN 2-8274-0035-9), 228 p.
- Antinoüs, préfacé et traduit par Armand Guibert, Éditions Fata Morgana, collection Dioscures, 1979, 64 p.
- Bureau de tabac, traduit par Rémy Hourcade, 1985, Éditions Unes.
- Le Gardeur de troupeaux, traduit par Rémy Hourcade et Jean-Louis Giovannoni, 1986, Éditions Unes.
- L'Ode triomphale & douze poèmes de la fin d'Alvaro de Campos, traduits par Rémy Hourcade et Emmanuel Hocquard, éditions Royaumont, 1986, non paginé.
- Cent cinquante-quatre quatrains, traduit et préfacé par Henry Deluy, 1986, Éditions Unes.
- Le Livre de l'inquiétude, traduit et préfacé par Inês Oseki-Dépré, 1987, Éditions Unes.
- Le Gardeur de troupeaux et autres poèmes, présentés et traduits par Armand Guibert, Paris, Gallimard, coll. « Poésie » 1987,  (ISBN 978-2-0703-240-64), 288 p.
- Alvaros de Campos, choix de poèmes traduits par Rémy Hourcade et Emmanuel Hocquard, éditions Royaumont, 1988, 64 p.
- Quatrains complets, traduit et préfacé par Henry Deluy, 1988, Éditions Unes.
- Fernando Pessoa (trad. Patrick Quillier, Michel Chandeigne, Maria Antónia Câmara Manuel), Œuvres V : Poèmes païens d’Alberto Caeiro et Ricardo Reis, Paris, Éditions Christian Bourgois, 1988 (ISBN 9782267008241).
- Fernando Pessoa (trad. Patrick Quillier, Michel Chandeigne, Maria Antónia Câmara Manuel), Œuvres I :Cancioneiro, Paris, Éditions Christian Bourgois, 1988 (ISBN 9782267005424).
- Fernando Pessoa, Le Livre de l'intranquillité, 1ère édition (en 2 volumes), 1988  ; 2ème édition (en 1 volume) corrigée et augmentée, 1999  ; 3ème édition corrigée et augmentée, 2011  ; nouvelle édition revue sous le titre Livre(s) de l'inquiétude, 2018. Éditions Christian Bourgois.
- L'Heure du diable (édition bilingue), préface de José Augusto Seabra, postface de Teresa Rita Lopes, traduit par Maria Druais et Bernard Sesé, Paris, José Corti, coll. « Ibériques », 1989.
- Fernando Pessoa (trad. Michel Chandeigne et Dominique Touati, préf. Claude Michel Cluny), Ode maritime et autres poèmes, Paris, Éditions de la Différence, coll. « Orphée », 1990 (ISBN 9782729104832).
- Fernando Pessoa (trad. Michel Chandeigne, Françoise Laye et Jean-François Viegas), Œuvres VIII : le Chemin du serpent, Paris, Éditions Christian Bourgois, 1991 (ISBN 9782267019551).
- Bureau de tabac, préface de Adolfo Casais Monteiro (1952) et postface de Pierre Hourcade (1975), traduit par Rémy Hourcade, 1993 - édition définitive, Éditions Unes.
- Fernando Pessoa (trad. Michel Chandeigne et Jean-François Viegas, préf. Pierre Hourcade), Ultimatum, Paris, Éditions Unes, 1993 (ISBN 978-2877040051).
- Opium à bord, traduit et préfacé par Armand Guibert, 1993 - nouvelle édition, Éditions Unes.
- Sur les hétéronymes, traduit et préfacé par Rémy Hourcade, 1993 - édition définitive, Éditions Unes.
- Fernando Pessoa (directeur : Patrick Quillier) (trad. du portugais par Michel Chandeigne, Olivier Amiel, Maria Antónia Câmara Manuel, Pierre Léglise-Costa et Patrick Quillier, préf. Robert Bréchon), Œuvres poétiques, Paris, Gallimard, coll. « Bibliothèque de la Pléiade », 2001 (ISBN 9782070114900).
- Fernando Pessoa (trad. du portugais par Michel Chandeigne, Françoise Laye et Jean-François Viegas), Le Chemin du serpent, Paris, Éditions Christian Bourgois, 2008 (ISBN 978-2267019551).
- Quaresma, déchiffreur, 2010.
- Le Banquier anarchiste : fiction (trad. du portugais par Joachim Vital), Paris, Éditions de la Différence, 2011 (1re éd. 1983), 96 p. (ISBN 978-2-7291-1619-4, présentation en ligne)
- Contes, fables et autres fictions (trad. du portugais par Parcidio Gonçalves), Paris, Éditions de la Différence, 2011, 192 p. (ISBN 978-2-7291-1896-9, présentation en ligne)
- Le Pèlerin (trad. du portugais par Parcidio Gonçalves), Paris, Éditions de la Différence, 2013 (1re éd. 2011), 192 p. (ISBN 978-2-7291-2044-3, présentation en ligne)
- Proses vol.1 : 1912-1922 (trad. du portugais), vol. 1, Paris, Éditions de la Différence, coll. « Lire et Relire », 2013, 384 p. (ISBN 978-2-7291-2001-6, présentation en ligne)
- Proses vol.2 : 1923-1935 (trad. du portugais), vol. 2, Paris, Éditions de la Différence, coll. « Lire et Relire », 2013, 400 p. (ISBN 978-2-7291-2022-1, présentation en ligne)
- Histoires d'un raisonneur, traduit de l’anglais par Christine Laferrière et du portugais par Michelle Giudicelli, Paris, Éditions Christian Bourgois, 2014.
- Ode maritime, traduit par Thomas Pesle, 2016, Nice, Éditions Unes.
- Fernando Pessoa (trad. Michel Chandeigne et Joanna Cameira Gomes, préf. Maria José de Lancastre et Joanna Cameira Gomes), Lisbonne revisitée Anthologie, Paris, Chandeigne, coll. « Bibliothèque Lusitane », 2017 (ISBN 978-2-36732-170-7)[114],[115].
- Le Gardeur de troupeaux, traduit du portugais par Jean-Louis Giovannoni, Rémy Hourcade, Fabienne Vallin, Nice, Éditions Unes, 2018.
- Poèmes jamais assemblés d’Alberto Caeiro, traduit du portugais par Jean-Louis Giovannoni, Isabelle Hourcade, Rémy Hourcade et Fabienne Vallin, Nice, Éditions Unes, 2020.
- Opium à bord, traduit du portugais, par Jean-Louis Giovannoni, Isabelle Hourcade, Rémy Hourcade et Fabienne Vallin, Nice, Éditions Unes, 2021.
- Ultimatum, traduit du portugais, par Jean-Louis Giovannoni, Isabelle Hourcade, Rémy Hourcade et Fabienne Vallin, Nice, Éditions Unes, 2023.
- Le passage des heures, traduit du portugais, par Jean-Louis Giovannoni, Isabelle Hourcade, Rémy Hourcade et Fabienne Vallin, Nice, Éditions Unes, 2024.

### Correspondance
- Fernando Pessoa, José Blanco, Pessoa en personne, Paris, La Différence, 1986, rééd. coll. "Minos", 2003.
- Correspondance avec Ofélia Queiroz, Cartas de Amor, Ática, Lisbonne, 1978.
- Correspondance avec Armando Cortes-Rodrigues (de), Cartas de Fernando Pessoa a Armando Côrtes-Rodrigues, Confluência, Lisbonne, 1944.
- Correspondance avec João Gaspar Simões (pt), Cartas de Fernando Pessoa a João Gaspar Simões, Europa-América, Lisbonne, 1957.
- Correspondance diverse in Escritos Íntimos, Cartas e Páginas Autobiográficas, Europa-América, Mem Martins (pt) (Portugal), 1986 & in Pessoa Inédito, Livros Horizonte, Lisbonne, 1993.
- Les Secrets de la Bouche de l'Enfer, dossier basé sur la correspondance entre Pessoa et Aleister Crowley, Editions ODS, 2015.  (ISBN 979-1091506335). (ASIN B016YR81KI).
- Fernando Pessoa, Pourquoi rêver les rêves des autres ? Lettres de mon ailleurs, (par Lorenzo Flabbi), Paris, Éditions L'orma, 2020  (ISBN 9788831312134)

## Œuvres inspirées de Pessoa

### Musique
- Bévinda : Pessoa em pessoas (Celluloïd, 1997)
- Jean-Marie Machado : Leve leve muito leve - Rêves et déambulations d'après Fernando Pessoa (Éditions Hortus, 2003)
- Mariza : Do vale a montanha, poème de 1932 dans Mensagem chanté sous le titre de Cavaleiro monge dans Fado curvo (2003)

### Films
- 1981 : Moi, l'autre de João Botelho
- 1990 : Pessoa l'inquiéteur de Jean Lefaux[116]
- 1998 : Requiem d'Alain Tanner
- 2004 : L'Ami poète de Benoît Laure[117]
- 2010 : Le Film de l'intranquillité de João Botelho
- 2017 : Comment Fernando Pessoa sauva le Portugal, court-métrage d'Eugène Green[118]

### Jeux de société
- Pessoa de Orlando Sá et David M Santos-Mendes (auteurs) et Marina Costa (illustratrice) paru en 2022 aux éditions Geek Attitudes Games[119]

### Bande dessinée
- Nicolas Barral : L'intranquille Monsieur Pessoa (Editions Dargaud, 2024)

## Apparat critique